# أوياما إيواو
أوياما إيواو (باليابانية: 大山 巌) (12 نوفمبر 1842 – 10 ديسمبر 1916) كان جنرالًا يابانيًا بارزًا في فترة مييجي، وأحد القادة الرئيسيين في تحديث الجيش الياباني، شارك في حروب كبرى كالحرب الصينية اليابانية الأولى والحرب الروسية اليابانية، ويُعد من مؤسسي المؤسسة العسكرية الحديثة في اليابان.

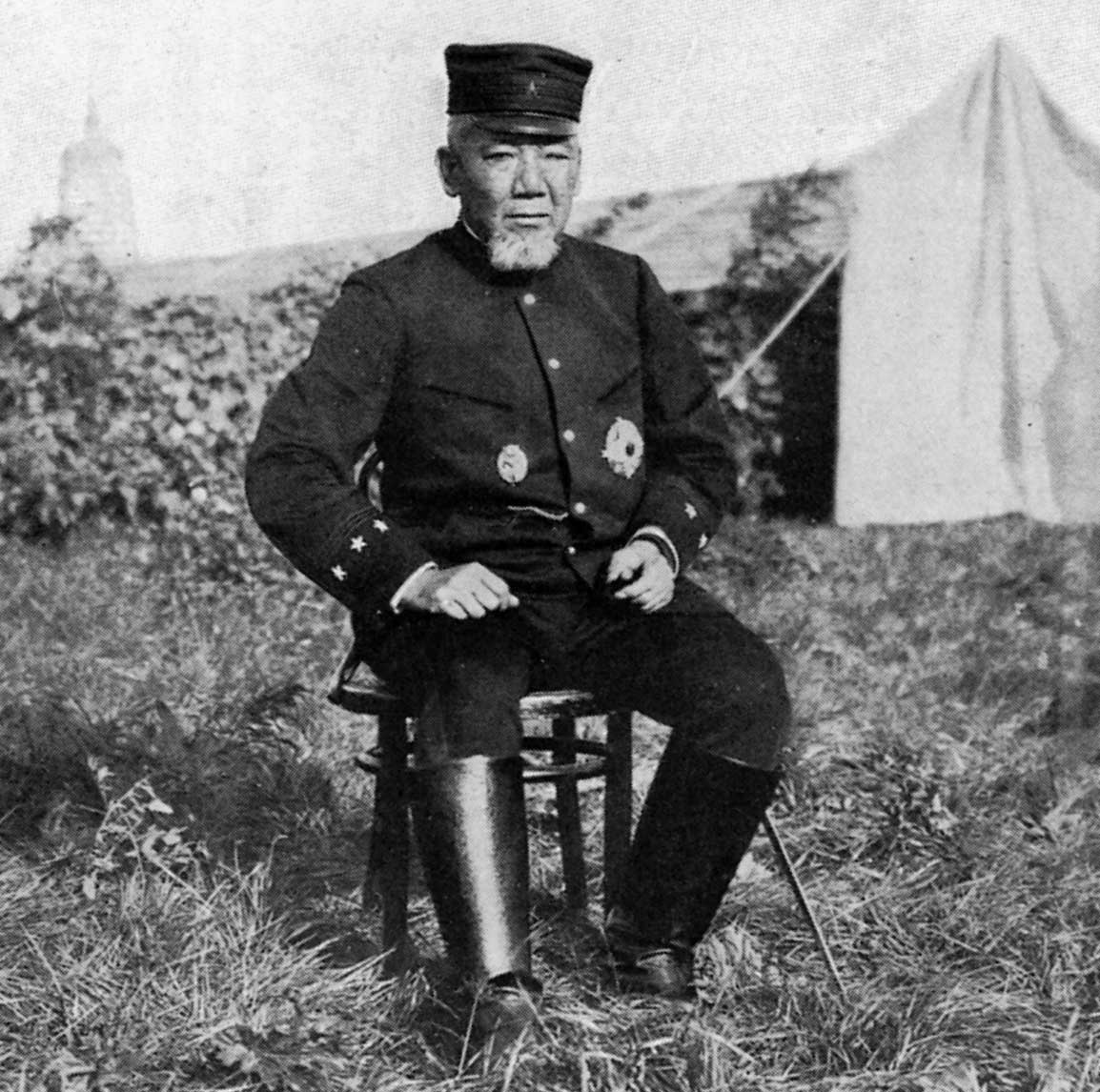
أوياما خلال الحرب الروسية اليابانية

## النشأة والتعليم
ولد أوياما في إقليم ساتسوما (كاغوشيما حاليًا)، وكان من طبقة الساموراي. في عام 1870 سافر إلى فرنسا حيث درس في الأكاديمية العسكرية الفرنسية وتأثر بالتكتيكات الغربية الحديثة. وقد عاد بعد سنوات ليشارك في بناء جيش إمبراطوري حديث مستوحى من النماذج الأوروبية.

## الحياة العسكرية المبكرة

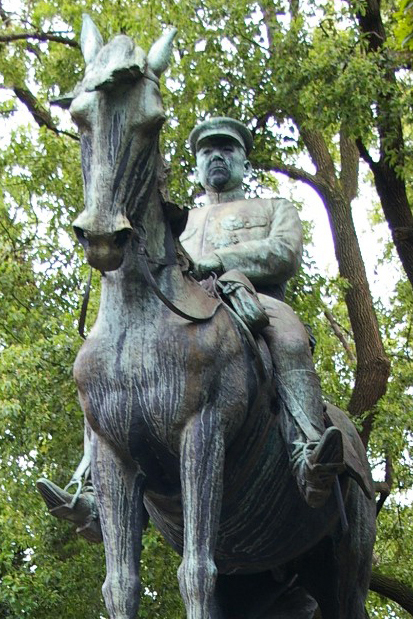
تمثال أوياما في طوكيو

شارك أوياما في الحرب البوشينية (1868–1869) إلى جانب قوات الحكومة الإمبراطورية ضد شوغونية توكوغاوا، وكان من أبرز الضباط الذين ساهموا في انتصار الإمبراطور وتوحيد اليابان تحت حكم مركزي.

## الحرب الصينية اليابانية الأولى
في عام 1894، قاد أوياما القوات اليابانية ضد الصين في كوريا ومانشوريا خلال الحرب الصينية اليابانية الأولى. تميز بقيادته في معركة بينغيانغ واستطاع تحقيق انتصارات سريعة مكنت اليابان من فرض شروطها في معاهدة شيمونوسيكي.

## الحرب الروسية اليابانية
في 1904، تولى أوياما قيادة الجبهة البرية ضد روسيا خلال الحرب الروسية اليابانية. قاد معارك بارزة مثل معركة لياويانغ ومعركة موكدن التي اعتُبرت أكبر معركة برية في ذلك الوقت. وقد ساهمت هذه الانتصارات في تعزيز مكانة اليابان كقوة عسكرية صاعدة.

## الألقاب والإنجازات
نال أوياما عدة أوسمة من الدولة اليابانية، منها رتبة مارشال ولقب كونت من طبقة الكازوكو النبيلة. وكان من المقرّبين إلى الإمبراطور ميجي ومشاركاً في قرارات استراتيجية عليا.

## وفاته
توفي أوياما إيواو في طوكيو عام 1916 عن عمر ناهز 74 عامًا. دُفن في مقبرة أوياما المخصصة للعسكريين، ولا تزال ذكراه حاضرة في التاريخ العسكري الياباني الحديث.